# グシオン

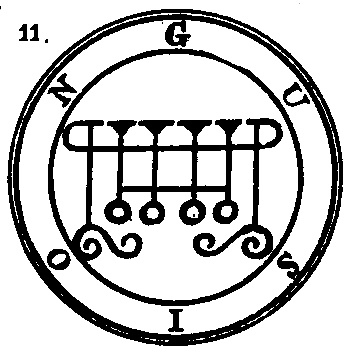
グシオンのマーク

グシオンまたはグーシオン（Gusion）は、悪魔学における悪魔の一人。

## 概要
グソイン（Gusoin、Gusoyn）、グサイン（Gusayn）とも呼ばれる。『ゴエティア』によると、序列11番の地獄の大公爵。40の軍団を率いるという。『大奥義書』によればアガリアレプトの配下である。
召喚者の前に現れる時の姿は不明だが、紫のローブを纏った体格のいい男性とも、人面の猿（Cenocephali犬頭族の変形か？）とも言われる。過去・現在・未来の知識をもち、召喚者の様々な質問に答える。個性的な能力として、召喚者に敵対するものの敵意を友好的な気持ちに逆転させることができるとされる。